# Целла-Мелис
Це́лла-Ме́лис (нем. Zella-Mehlis) — город в Германии, в земле Тюрингия. 
Входит в состав района Шмалькальден-Майнинген.  Население составляет 11 747 человек (на 31 декабря 2010 года). Занимает площадь 28,09 км². Официальный код  —  16 0 66 092.

## Известные уроженцы
- Эрхардт, Генрих (1840—1928) — немецкий изобретатель и предприниматель, «пушечный король» Германии.

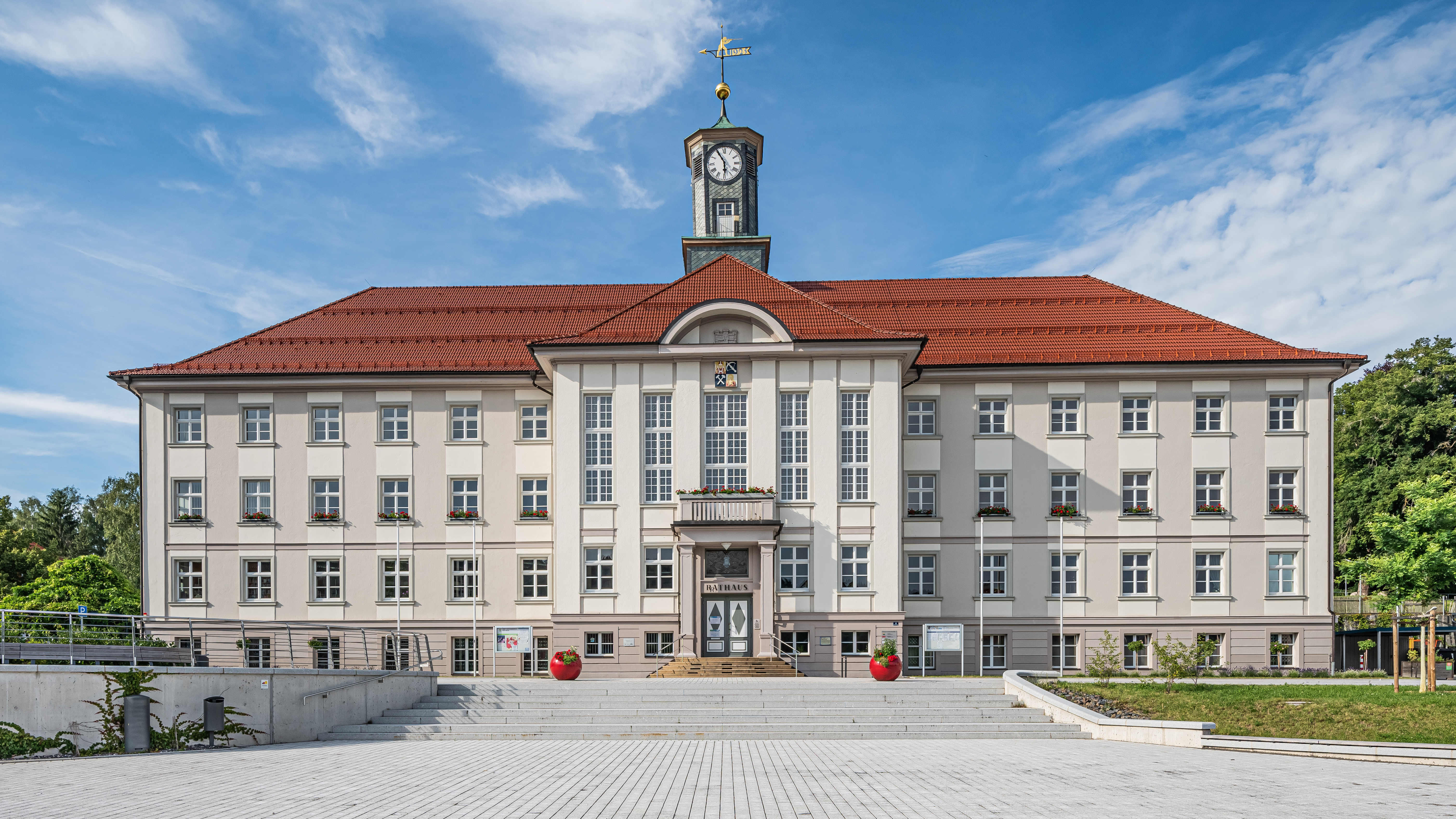
Ратуша
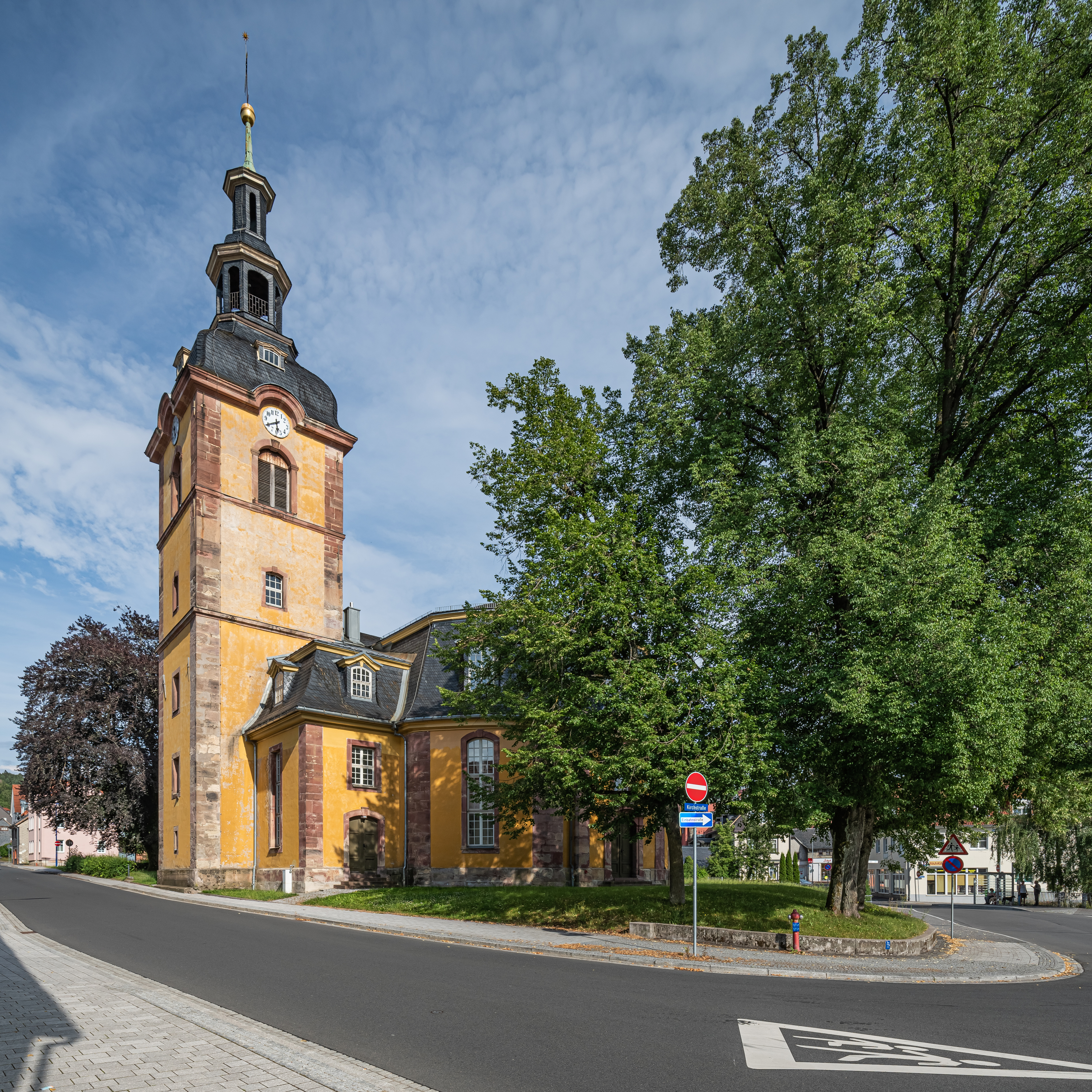
Церковь св. Власия
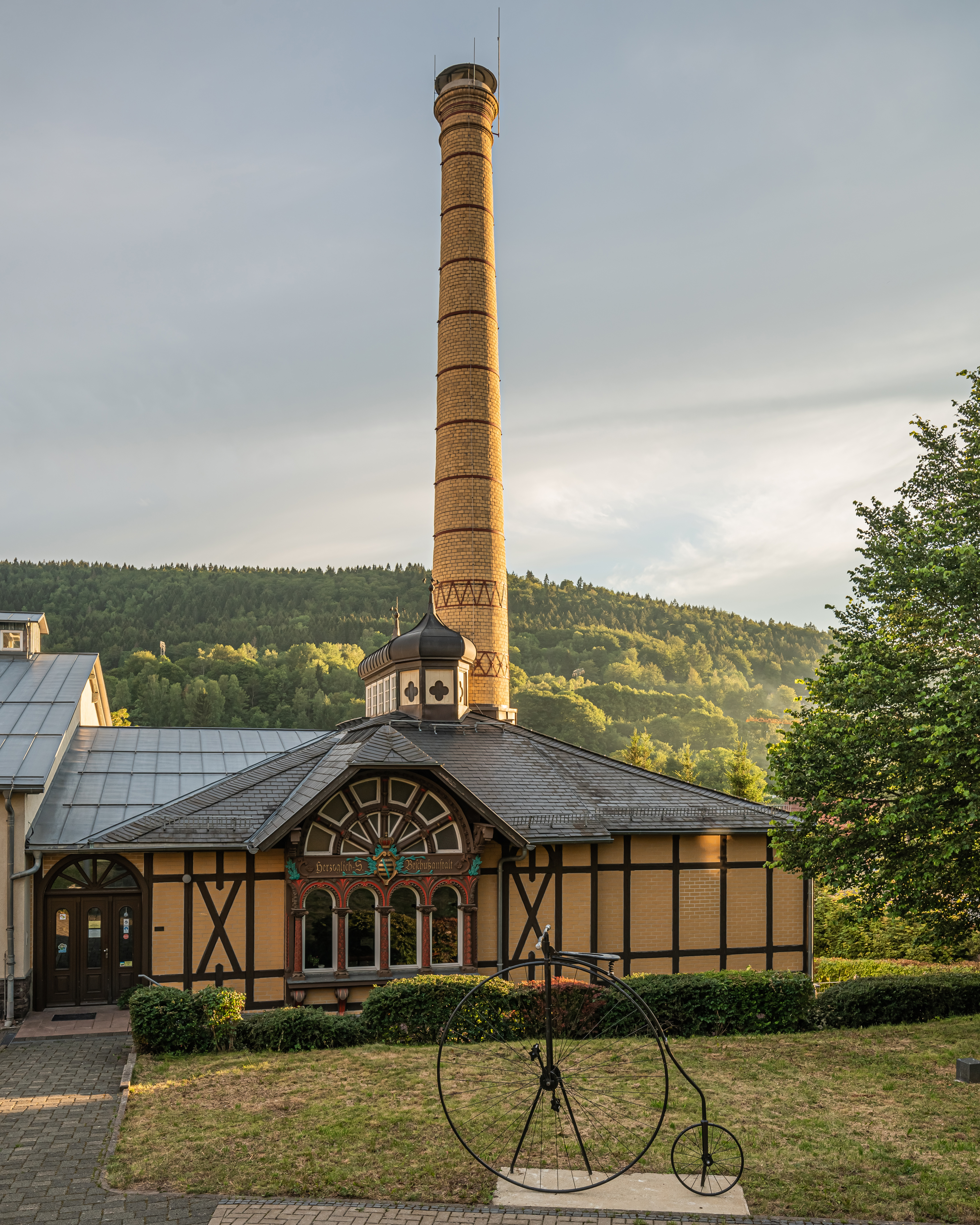
Краеведческий музей
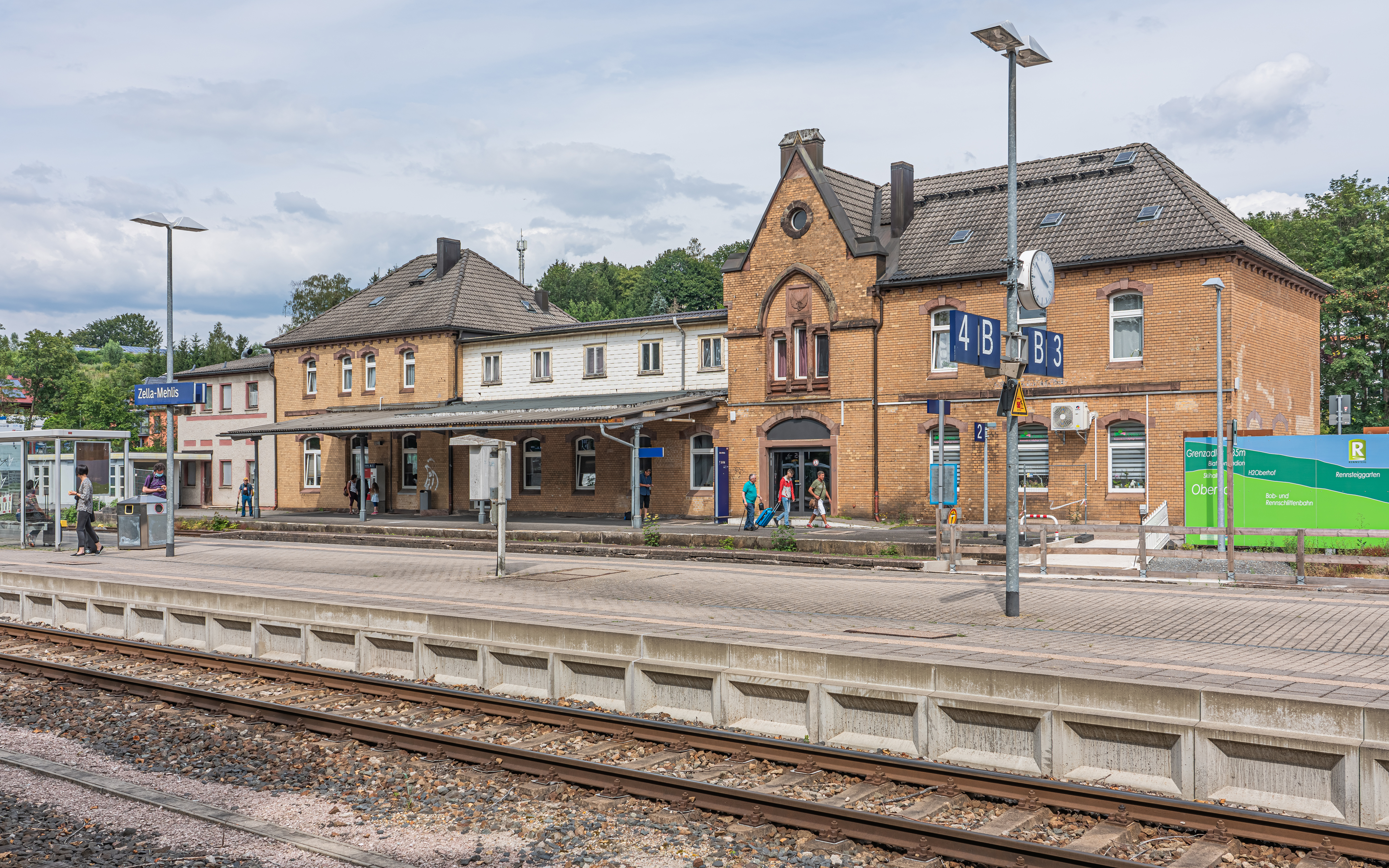
Вокзал